# Reprezentacja Peru w koszykówce mężczyzn
Reprezentacja Peru w koszykówce mężczyzn – drużyna, która reprezentuje Peru w koszykówce mężczyzn. Za jej funkcjonowanie odpowiedzialny jest Peruwiański Związek Koszykówki (FPB).
Trzykrotnie brała udział w igrzyskach olimpijskich – w 1936 roku zajmując 8. miejsce, w 1948 10. pozycję, a w 1964 miejsce 15.
Ponadto reprezentacja Peru w koszykówce mężczyzn czterokrotnie zakwalifikowała się do udziału w mistrzostwach świata. W debiucie w 1950 roku Peruwiańczycy zajęli 7. pozycję, w 1954 i 1963 zajęli 12. miejsce, a w 1967 10. pozycję.
27 razy brała udział w mistrzostwach Ameryki Południowej. W zawodach tych Peruwiańczycy zdobyli w sumie 7 medali – złoto w 1938, srebro w 1941 i 1963 oraz brąz w 1943, 1966, 1968 i 1973.
Poza tym reprezentacja Peru w koszykówce mężczyzn trzykrotnie brała udział w igrzyskach panamerykańskich – w 1963 była piąta, cztery lata później ósma, a w 1971 zajęła 9. pozycję.
Reprezentacja Peru w koszykówce mężczyzn brała również trzykrotnie udział w turniejach koszykarskich na letnich uniwersjadach – w 1999 roku była 18., w 2001 zajęła 22. pozycję, a w 2005 roku Peruwiańczycy zajęli ostatnie, 30. miejsce.

## Udział w imprezach międzynarodowych
- Igrzyska olimpijskie
  - 1936 – 8. miejsce[7]
  - 1948 – 10. miejsce[8]
  - 1964 – 15. miejsce[9]

- Mistrzostwa świata
  - 1950 – 7. miejsce[10]
  - 1954 – 12. miejsce[11]
  - 1963 – 12. miejsce[12]
  - 1967 – 10. miejsce[13]

- Mistrzostwa Ameryki Południowej
  - 1937 – 4. miejsce
  - 1938 – 1. miejsce
  - 1939 – 4. miejsce
  - 1940 – 5. miejsce
  - 1941 – 2. miejsce
  - 1943 – 3. miejsce
  - 1947 – 6. miejsce
  - 1949 – 4. miejsce
  - 1953 – 5. miejsce
  - 1955 – 5. miejsce
  - 1958 – 7. miejsce
  - 1961 – 5. miejsce
  - 1963 – 2. miejsce
  - 1966 – 3. miejsce
  - 1968 – 3. miejsce
  - 1969 – 4. miejsce
  - 1971 – 4. miejsce
  - 1973 – 3. miejsce
  - 1976 – 7. miejsce
  - 1977 – 5. miejsce
  - 1979 – 7. miejsce
  - 1985 – 8. miejsce
  - 1989 – 8. miejsce
  - 1991 – 8. miejsce
  - 1997 – 9. miejsce
  - 1999 – 8. miejsce
  - 2001 – 8. miejsce[14]